# Anthochlamys
Anthochlamys, biljni rod iz porodice štirovki. Postoji šest vrsta u središnjoj Aziji, Zakavkazju, Iranu, Afganistanu i Pakistanu.
Rod je opisan 1837.

## Vrste
1. Anthochlamys afghanica Podlech
2. Anthochlamys multinervis Rech.f.
3. Anthochlamys polygaloides (Fisch. & C.A.Mey.) Moq.
4. Anthochlamys tjanschanica Iljin ex Aellen
5. Anthochlamys turcomanica Iljin
6. Anthochlamys turkestanica (M.Bieb.) Iljin